# Коронавірусна хвороба 2019 у Шотландії
Епідемія коронавірусної хвороби 2019 у Шотландії — це поширення пандемії коронавірусної хвороби 2019 на територію Шотландії. Перший випадок хвороби у цій частині Великої Британії офіційно зареєстровано 1 березня 2020 року. Вперше про місцеву передачу вірусу було повідомлено 11 березня 2020 року, а перша підтверджена смерть зареєстрована 13 березня 2020 року.
22 лютого 2020 року в Шотландії запроваджено обов'язкову реєстрацію COVID-19. Перші випадки хвороби виявлені в Шотландії протягом наступних тижнів. До 16 березня і після спалаху в Італії і на основі прогнозів епідеміологів з Імперського коледжу Лондона — уряд Шотландії порадив населенню уникати всіх поїздок без нагальної потреби і контактів з іншими людьми, і по можливості перейти на дистанційну роботу. Тих, хто мав симптоми хвороби, та членів їх сімей попросили перейти на самоізоляцію. Вагітних жінок, осіб старших за 70 років та тих, хто має важкі хронічні хвороби, попросили дотримуватися самоізоляції довше. 20 березня 2020 року видано розпорядження про закриття шкіл, а також пабів, кафе та кінотеатрів. 23 березня 2020 року було видано розпорядження про обов'язкове перебування вдома; що означало запровадження у Великобританії локдауну.
Політика щодо COVID-19 у Шотландії почала розходитися з політикою в інших регіонах Великобританії після скасування першого карантину, починаючи з квітня 2020 року. Уряд Шотландії дотримувався стратегії нуль-COVID, спрямованої на повну ліквідацію коронавірусу в 2020 році, скасовуючи правила карантину поступовіше, ніж решта країни та розширюючи охоплення тестуванням. Постачання засобів індивідуального захисту та інструкції були головними проблемами на початку спалаху. Чотирирівнева система обмежень, яка застосовувалася до різних регіонів Шотландії, набула чинності пізніше в 2020 році, а карантин, що поширювався на всю країну, запроваджений з початку 2021 року, після початку поширення з інших частин Великобританії британського варіанту вірусу. Програма вакцинації розпочалася в грудні 2020 року. Оскільки пізніше в 2021 році багато обмежень було знято, то після того багато проблем та викликів у Шотландії спричинили поява варіантів коронавірусу Дельта та Омікрон.
Унаслідок епідемії хвороби служба охорони здоров'я Шотландії була суттєво реорганізована, і в країні також проводилися клінічні дослідження коронавірусної хвороби.
Пандемія справила серйозний вплив на шотландське суспільство. Будинки для людей похилого віку та медичне обслуговування значно постраждали від поширення хвороби. Крім того, пандемія спричинила серйозні збої в освіті, правоохоронній діяльності та економічній діяльності.

## Передумови
24 січня перші тести на COVID-19 у Шотландії дали негативний результат, а тодішній головний лікар Кетрін Калдервуд сказала, що ризик для населення Шотландії є низьким, хоча й визнала, що випадки хвороби колись з'являться. Перший випадок хвороби було виявлено 1 березня, а до 23 березня країна була закрита.

## Хронологія

### Січень–березень 2020 року
- 24 січня: у Шотландії проведено 5 тестувань на COVID-19, усі були негативними, була створена група для виявлення хвороби.[14]
- 10 лютого: було проведено 57 тестів (усі негативні)[15], ця цифра зросла до 412 до 25 лютого.[16]
- 22 лютого: COVID-19 внесений до списку захворювань, які підлягають обов'язковій реєстрації[17], було також створено мережу спостереження, яка охоплювала 41 лікарню загальної практики, які мали подавати зразки біоматеріалу хворих з підозрою на коронавірусну хворобу, навіть якщо вони не покидали межі країни.[18]
- 26-27 лютого: Компанія «Nike» проводить конференцію в Единбурзі, яку відвідали 70 осіб.[19][20] Попри те, що жителі Шотландії, які брали участь у конференції, заразилися коронавірусом, дослідження Університету Глазго прийшло до висновку, що це не спричинило подальшого поширення хвороби по країні.[21][22]
- 1 березня: перший підтверджений випадок COVID-19 у Шотландії був виявлений у Тейсайді в особи, яка нещодавно їздила до Італії. На той час, від початку спалаху в Ухані, було проведено 698 тестів на коронавірус, які дали негативний результат.[23]
- 4 березня: було підтверджено ще два випадки: один прибув з Італії, а інший мав контакт із підтвердженим випадком хвороби.[24][25]
- 5 березня: було підтверджено ще 3 випадки хвороби, загалом зареєстровано 5 випадків.[26]
- 6 березня: кількість підтверджених випадків хвороби зросла до 11.[27]
- 9 березня: кількість випадків зросла більш ніж удвічі, до 23 випадків із 2101 проведених тестувань.[28]
- 11 березня: зареєстровано перший випадок місцевої передачі вірусу, який не був пов'язаний з поїзками чи підтвердженими випадками.[29]
- 13 березня: підтверджено першу смерть від COVID-19 у Шотландії — літнього хворого з хронічними захворюваннями. На той час було підтверджено 85 випадків хвороби з 3314 проведених тестів.[30]
- 16 березня: було підтверджено 171 випадок хвороби після проведення 4895 тестів, про позитивні випадки повідомили зі всіх територіальних одиниць Шотландії, за винятком Оркнейських та Шетлендських островів.[31]
- 20 березня: уряд Шотландії розпорядився закрити кафе, паби та ресторани.[32]
- 23 березня: кількість смертей у Великобританії досягла 335, з них 14 у Шотландії, Борис Джонсон повідомив, що загальнонаціональний наказ залишатися вдома набуде чинності опівночі, та переглядатиметься кожні 3 тижні.[9] Колишній керівник служби охорони здоров'я Кетрін Калдервуд сказала: «Це більше не репетиція того, що може статися».[33] Це стало початком запровадження у Великій Британії локдауну.
- 24 березня: померли 16 хворих із підтвердженим діагнозом COVID-19.[34]
- 25 березня: керівник уряду підтвердив, що уряд Шотландії створює консультативну групу щодо COVID-19 на додаток до порад, які він отримує від загальнобританської Наукової консультативної групи з надзвичайних ситуацій. Її мав очолити професор Ендрю Морріс з Единбурзького університету, директор відділу досліджень охорони здоров'я Великобританії, за підтримки заступника голови Девіда Кроссмана, який є деканом медичного факультету Університету Сент-Ендрюса та головним науковим радником з питань охорони здоров'я уряду Шотландії.[35]
- 26 березня: повідомлено про 25 смертей із 896 підтверджених випадків у Шотландії.[36]
- 28 березня: 3 жительки Шотландії створили кампанію зі збору коштів «Run For Heroes», у якій охочих просили пробігти 5 кілометрів, пожертвувати 5 фунтів стерлінгів і призначити 5 інших осіб. Ця кампанія зібрала 7 мільйонів фунтів стерлінгів для благодійної програми «NHS Charities COVID-19 Appeal» і стала найбільшим вірусним збором коштів у Великій Британії.
- 31 березня: після того, як було зареєстровано 2 випадки на Шетлендських островах і один на Оркнейських островах, випадки COVID-19 були зареєстровані в усіх областях Шотландії.[37]

### Квітень–червень 2020 року
- 1 квітня: кількість підтверджених випадків COVID-19 по всій країні перевищила 2 тисячі, 76 хворих померли в лікарнях. Уряд Шотландії повідомив про необхідність проведення 3500 тестів на день до кінця місяця, і розпочато будівництво нової лікарні у Глазго, яка отримала ім'я Луїзи Джордан, в якій було заплановано 300 ліжок з можливістю розширення до 1000.[38][39]
- 5 квітня: попри те, що спочатку головний лікар Шотландії доктор Кетрін Калдервуд заявила, що залишиться на посаді, вона подала у відставку після двох поїздок до свого другого дому, порушивши карантинні заходи щодо COVID-19, які вона та голова уряду Шотландії Стерджен закликали виконувати.[40]
- 6 квітня: Шотландський закон про коронавірусну хворобу, який був поданий як надзвичайний законопроєкт до парламенту Шотландії 31 березня 2020 року, отримав королівську згоду та вступив у дію.
- 7 квітня: Уряд Шотландії повідомив, що 12 тисяч студентів медичних коледжів за спеціальністю медсестра і акушерка з усієї країни, а також працівники, які раніше працювали в секторі охорони здоров'я та соціального забезпечення, зареєструвалися, щоб приєднатися до діючих працівників охорони здоров'я, щоб допомогти боротися з COVID-19, головний медичний працівник Фіона Макквін сказала: «Я хочу подякувати кожному студенту, який надав добровільну підтримку». Крім того, 2 тисячі студентів медичних факультетів університетів останніх курсів уже приєдналися до працівників охорони здоров'я після того, як надійшов заклик про допомогу.[41]
- 16 квітня: після обговорення карантину з усіма частинами Великобританії було ухвалено рішення продовжити його ще на 3 тижні до 7 травня. Голова уряду Шотландії Нікола Стерджен на своєму щоденному брифінгу сказала: «… Я хочу підкреслити, що новини позитивні… Ранні ознаки свідчать про те, що карантинні обмеження призвели до уповільнення темпів місцевої передачі вірусу».[42]
- 20 квітня: Відкрилася лікарня служби охорони здоров'я імені Луїзи Джордан у Глазго, кількість підтверджених випадків перевищила 8400, зареєстровано 915 смертей.[43]
- 22 квітня: Національний архів Шотландії опублікував дані до 19 квітня. Кількість смертей у Шотландії перевищила середній показник за 5 років на 80 %. 537 смертей було зафіксовано в будинках для людей похилого віку, що вдвічі більше, ніж минулого року, 910 смертей було зафіксовано в лікарнях, і 168 смертей вдома чи в інших місцях. Щоденні дані служби охорони здоров'я Шотландії занижували кількість смертей на 40 %, оскільки в них повідомлялося про смерті лише в лікарнях.[44]
- 25 квітня: кількість підтверджених випадків хвороби перевищила 10 тисяч.
- 27 квітня: з початку епідемії понад 22 тисячі колишніх медпрацівників і студентів добровільно приєдналися або знову вийшли на роботу до медичних і соціальних служб у Шотландії.[45]
- 28 квітня: голова уряду Нікола Стерджен порадила добровільно використовувати тканинні маски (немедичного класу) у закритих приміщеннях, таких як магазини та громадський транспорт, але не у громадських місцях, за винятком осіб, молодших 2 років, або хворих захворюваннями дихальної системи, зокрема астмою. Однак Стерджен відзначила їх ненадійність і сказав, що настанова з носіння масок є рекомендаційною.[46]
- 1 травня: кількість підтверджених випадків COVID-19 у Шотландії перевищила 11500, зареєстровано 1515 смертей у лікарнях. Уряд Шотландії повідомив, що він досяг мети щодо проведення у лабораторіях Національної служби охорони здоров'я 3500 тестів на день, яка була поставлена у квітні, з 4661 тестуванням, проведеним 30 квітня. Уряд також повідомив, що його наступною метою є 8 тисяч тестів на день у лабораторіях служби охорони здоров'я по всій Шотландії до середини травня.[47]
- 8 травня: голова уряду Нікола Стерджен повідомила, що є певне визнання того, що кожна з чотирьох націй Великої Британії може рухатися з різною швидкістю щодо послаблення карантину, і що на неї не буде тиску, щоб зняти обмеження передчасно.[48]
- 9 травня: Служба швидкої допомоги Шотландії здійснила 242 виклики з підозрою на COVID-19, і доставила 157 людей до лікарні з підозрою на COVID-19. Станом на 9 травня 2020 року було зареєстровано 4503 загальних випадки підозри на COVID-19 у будинках для людей похилого віку, і до 3672 співробітників повідомили про відсутність на роботі в будинках для дорослих через COVID-19, що становить 8,5 % від усього персоналу будинків для догляду (43403), для яких були надані цифри.[49]
- 10 травня: Прем'єр-міністр Великої Британії Борис Джонсон оприлюднив стратегію виходу та пом'якшення правил карантину в Англії. Голова шотландського уряду Нікола Стерджен на своєму щоденному брифінгу розкритикувала центральний уряд за нове гасло «Будь пильним, контролюй вірус, рятуй життя», сказавши, що воно незрозуміле, і попросила уряд Великобританії не рекламувати свою рекламну кампанію «Будь пильним» у Шотландії. Стерджен дозволила робити вправи на вулиці частіше одного разу на день, але населенню все одно доведеться постійно дотримуватися соціальної дистанції. Вона також підкреслила, що такі види дозвілля, як сонячні ванни, пікніки та барбекю, як і раніше заборонені.[50]
- 11 травня: у загальнонаціональному зверненні до Шотландії на початку сьомого тижня карантину Нікола Стерджен попросила націю «дотримуватися карантину ще трохи, щоб ми могли консолідувати наш прогрес, а не ставити його під загрозу […] Я прошу не ризикувати непотрібною смертю, діючи необдумано або передчасно». Це ознаменувало момент, коли 4 країни Великої Британії взяли різні стратегії щодо боротьби з карантином і зрештою його скасування, а Уельс і Північна Ірландія також продовжували використовувати гасло «Залишайся вдома». Англія прийняла гасло «Будьте напоготові» та почала скасовувати обмеження.[51] Станом на 11 травня 2020 року служба охорони здоров'я Шотландії провела 101122 тестування на COVID-19 в лікарнях, будинках для людей похилого віку або місцях скупчення населення. Крім того, регіональні центри тестування в Шотландії провели загалом 27647 тестів на автомобілях та в мобільних бригадах.[49]
- 18 травня: усі особи віком від 5 років із симптомами COVID-19 отримав право пройти тестування, а аносмію додали до списку симптомів COVID-19.[52][53] Нікола Стерджен оголосила про свої плани розпочати послаблення карантину з 28 травня, а дорожню карту мали опублікувати 21 травня.[54]
- 21 травня: перший міністр Нікола Стерджен окреслила чотириетапну «дорожню карту» для пом'якшення карантину в Шотландії, яка передбачала на першому етапі дозвіл особам зустрічатися на вулиці з особами з інших домогосподарств. Карантин буде послаблено з 28 травня, якщо кількість нових випадків COVID-19 продовжуватиме зменшуватися.[55] Школи в Шотландії мали знову відкритися 11 серпня, коли буде запроваджено «змішану модель» неповного навчання в школі в поєднанні з частковим навчанням вдома.[56]
- 28 травня: голова уряду Нікола Стерджен повідомила про пом'якшення карантину в Шотландії з наступного дня, і люди зможуть зустрічатися з друзями та сім'єю на вулиці групами не більше ніж 8 осіб, але які мають триматися на відстані 2 метрів один від одного.[57]
- 8 червня: Уряд Шотландії опублікував схему послаблення обмежень.[58]
- 19 червня: деяке пом'якшення карантинних обмежень при зустрічі на відкритому повітрі до 8 людей із двох різних домогосподарств із дотриманням соціального дистанціювання, самотні особи або самотні із дітьми можуть зустрічатися з іншою родиною в приміщенні без соціального дистанціювання. У громадському транспорті обов'язкове закриття обличчя. Тренування дозволені в радіусі 5 миль від дому.[59]
- 29 червня: подальше пом'якшення карантину з дозволом відкриття робочих місць у закритих приміщеннях, відкриття вуличних роздрібних магазинів і відкритих ринків, відкритих спортивних майданчиків, зоопарків і парків, дозволені шлюбні церемонії на відкритому повітрі або в пересувних будинках, усе з дотриманням соціального дистанціювання.[60]

### Липень—вересень 2020 року
- 3 липня: скасована заборона на поїзки на 5 миль, окремі помешкання для проведення відпустки можуть знову відкритися для роботи, відвідування будинків для людей похилого віку одним близьким відвідувачем дозволено, але зустрічі мають проводитися на відкритому повітрі та дотримуватися дистанції 2 метри, дітям до 12 років не потрібно дотримуватися соціальної дистанції, а діти 12-17 років можуть збиратися групами до 8 осіб за умови дотримання соціальної дистанції. Пивні точки та кафе на відкритому повітрі можуть відкритися з 6 липня.[61] З 10 липня в магазинах запроваджено обов'язкове носіння маски.[62]
- 10 липня: запускається система «Air Bridge», яка не вимагатиме самоізоляції для людей, які повертаються з будь-якої з 57 країн, подібно до внесених до списку «Air Bridges» в Англії та Уельсі.[63] До 15 осіб із 5 різних домогосподарств можуть зустрічатися на вулиці, дотримуючись 2-метрової соціальної дистанції, до 8 осіб із трьох домогосподарств можуть зустрічатися в приміщенні, а люди, які не є членами домогосподарства, можуть залишатися в приміщенні на ніч.[64]
- 10 липня: міністри шотландського уряду закликали британський уряд приєднатися до програми вакцин ЄС. Після повідомлень про те, що Британія закуповуватиме власні вакцини незалежно від Брюсселя, секретар кабінету міністрів з питань конституції, Європи та зовнішніх справ Майк Рассел сказав: «Ця ідіотська відмова пов'язана з Брекзитом і не має нічого спільного з пандемією. Це коштуватиме життів». Міністр житлового будівництва Кевін Стюарт і міністр у справах дітей Марі Тодд також висловили свою стурбованість цією ситуацією.[65]
- 11 серпня: учні повертаються до шкіл. Їм не потрібно дотримуватись соціальної дистанції, але вчителі повинні носити маски, якщо вони знаходяться в безпосередній близькості з іншими, та знаходитися на соціальній дистанції один від одного. Спочатку учні не повинні були носити маски.
- 31 серпня: учні середніх шкіл зобов'язані носити маски в коридорах, їдальнях та інших громадських місцях.[66]
- 11 вересня: запущена програма «NHS Protect Scotland» випущена для використання на пристроях з iOS і Android за допомогою системи повідомлень про ризик зараження, розробленої Apple і Google. Ця програма забезпечує анонімне відстеження контактів з підтримкою Bluetooth для всіх користувачів у Шотландії, які підключилися до послуги.[67][68]
- 22 вересня: голова уряду Нікола Стерджен повідомила про запровадження загальнонаціональних обмежень, які набувають чинності в п'ятницю, 25 вересня. Ці обмеження регулювали час закриття пабів, після якого всі жителі мають знаходитись у домогосподарствах.
- 23 вересня: за попередні 24 години було зареєстровано 486 нових підтверджених випадків хвороби — це найвищий загальний показник за добу з початку спалаху.[69]
- 24 вересня: у 124 студентів Університету Глазго підтвердився позитивний результат тесту на коронавірус, через що 600 студентів пішли на самоізоляцію.[70]

### Жовтень— грудень 2020 року
- 1 жовтня: член парламенту від виборчого округу Рутерглен і Гамільтон-Вест Маргарет Феррієр було усунуто від членства у своїй партії, яка звернулася до поліції та органів парламентських стандартів після того, як стало відомо, що минулих вихідних вона їздила з Шотландії до Вестмінстера, попри очікування результатів тесту на COVID-19, та маючи симптоми хвороби, і, отримавши повідомлення про те, що результат тесту виявився позитивним на коронавірус, все одно вирішила знову поїхати додому поїздом, явно порушуючи карантинні норми.[71][72][73]
- 5 жовтня: оскільки повідомлено про виявлення ще 697 випадків COVID-19, з яких 218 людей перебували на стаціонарному лікуванні та 22 у відділенні інтенсивної терапії, голова уряду Шотландії збиралася зустрітися з радниками для обговорення нових заходів, включаючи можливість запровадження двотижневого повного закриття, щоб зупинити наростання випадків хвороби.[74]
- 2 листопада: у Шотландії запроваджено нову 5-рівневу систему карантинних обмежень, якою запроваджено нові цільові обмеження в різних регіонах країни.[75][76]
- 2 листопада: учні старших класів шотландських шкіл 3 або 4 рівня повинні носити захисні маски в класах на додаток до місць громадського користування.[77][78][79]
- 3 листопада: Опитування «Survation» та «Scotland in Union» показало, що 56 % шотландців вважають, що уряд Шотландії та уряд Великої Британії повинні тісніше співпрацювати у боротьбі з COVID-19.[80]
- 16 листопада: до парламенту Шотландії внесено законопроєкт, який, у разі його ухвалення, збільшить кількість часу, протягом якого виборці можуть надсилати бюлетені для голосування поштою, дасть можливість розпустити шотландський парламент за 1 день до виборів, дозволить шотландським міністрам зробити вибори повністю поштовими, та провести голосування протягом кілька днів, зробити дату першого засідання нового парламенту Шотландії та виборів голови гнучкою, та перенести дату виборів на 6 місяців.[81] Питання виборів є зарезервованими повноваженнями, якими володів лише парламент Великої Британії, тому цей законопроєкт мав передати ці повноваження парламенту Шотландії.
- 19 листопада: міністр охорони здоров'я Джин Фріман виступила перед шотландським парламентом із заявою щодо вакцин. Вона повідомила, що Шотландія готова розпочати введення першої партії вакцини проти COVID-19 у перший тиждень лютого, якщо вакцина отримає схвалення до застосування.[82] Фрімен також повідомила список пріоритетів для першої хвилі вакцинації, яка мала тривати з грудня 2020 року по лютий 2021 року. Пріоритетами її стали медичний і соціальний персонал, який безпосередньо брав участь у боротьбі з епідемією, мешканці будинків для людей похилого віку, персонал будинків для людей похилого віку, усі особи віком 80 років і старші, неоплачувані опікуни та особисті помічники, а також ті, хто сам безпосередньо проводить щеплення.[83]
- 20 листопада: 11 районів Шотландії перейшли на 4 карантинний рівень, а поїздки через кордон Шотландії з Англією без нагальної потреби визнані незаконними.[84]
- 24 листопада: 4 частини Великої Британії повідомили про узгоджений план на Різдво. Трьом домогосподарствам буде дозволено зустрічатися в приміщенні, у місці поклоніння та на відкритому повітрі протягом 5 днів (23-27 грудня), а обмеження на поїздки будуть послаблені. Проте ці так звані «різдвяні міхури безпеки» не зможуть відвідувати бари чи ресторани.
- 19 грудня: після спалаху мутантного штаму COVID-19 в Уельсі та Південно-Східній Англії, а також 17 випадків нового штаму в Шотландії, скоординований план на Різдво було скасовано по всій Британії. Незабаром після того, як Борис Джонсон повідомив про нові обмеження в Англії, Нікола Стерджен оголосила про заборону на поїздки в інші частини Сполученого Королівства. Єдиним винятком є Різдво, на яке скасовуються раніше заплановані 5-денні звільнення від обмежень на поїздки. Заплановано запровадження 3 тижнів обмежень четвертого рівня, а відкриття шкіл перенесено на 11 січня.[85][86]
- 19 грудня: Нікола Стерджен вибачилася перед парламентом Шотландії та громадськістю після того, як її фотографія без маски під час спілкування з групою жінок з'явилася на першій сторінці «The Scottish Sun». Стерджен сказала, що їй «немає виправдань» і що вона «дуже сильно себе картає» за порушення закону.[87][88]

### Січень—червень 2021 року
- 12 січня: Уряд Шотландії видав розпорядження про заборону виходити з дому без нагальної необхідності. Дозволено виходити з дому тим особам, хто живе в районах рівня 3, включаючи острови Шотландії. Крім того, особи, які прибувають до Шотландії, повинні залишатися на самоізоляції протягом 10 днів після прибуття.[89]
- 10 лютого: BBC News повідомило, що мільйон шотландців отримали принаймні першу дозу вакцини від COVID-19. Уряд підрахував, що протягом наступних 5 днів усі особи, які належать до першочергових груп (включно з особами старше 70 років), будуть щеплені.[90]
- 17 лютого: аудиторська служба Шотландії опублікувала звіт, у якому робиться висновок, що шотландський уряд не підготувався належним чином до пандемії. Висловлюючи вдячність владі за запобігання перевантаженню лікарень під час кризи, спостережний орган також зазначив, що рекомендації планування пандемії в 2015, 2016 і 2018 роках не були повністю виконані. Одна особлива проблема, яка висвітлюється, полягає в тому, що було зроблено недостатньо для того, щоб шотландські лікарні та будинки пристарілих мали достатньо засобів індивідуального захисту. Загалом у ньому робиться висновок, що міністри «могли бути краще підготовлені до реагування на пандемію COVID-19». Нікола Стерджен сказала, що це дає багато уроків для вивчення.[91][92]
- 23 лютого: уряд Шотландії опублікував стратегічну структуру пропозицій щодо поступового скасування карантину.[93]
- 21 квітня: Уряд Шотландії змінює свою позицію щодо програми вакцин ЄС після того, як Нікола Стерджен заявила, що воліє, щоб Шотландія була частиною програми Великої Британії, навіть якщо країна стане незалежною. Виступаючи під час агітації на виборах, Стерджен звинуватила лідера шотландських консерваторів Дугласа Росса в тому, що він «принижує нашу програму вакцинації», коли, за його словами, її успіх був частково пов'язаний із закупівлею вакцини британським урядом. Росс відповів: «Ви не можете ігнорувати той факт, що в Шотландії понад 60 % людей, за вчорашніми даними, отримали першу дозу вакцини, і я просто дивився на європейські цифри, де середній показник становить 20,5 %».[94][95]
- 19 червня: уряд Шотландії оголошує про заборону на поїздки до Великого Манчестера. Мер Манчестера Енді Бернем запитав, чому заборонили поїздки до його міста, коли рівень захворюваності в ньому становить 323 на 100 тисяч осіб, а в Данді, у якому рівень захворюваності становить 317 на 100 тисяч, все ще дозволено в'їзд. Він вимагав компенсації для постраждалих мешканців, стверджуючи, що ніхто з уряду Шотландії не дзвонив йому до цього повідомлення, і звинуватив Ніколу Стерджен у тому, що вона «зневажливо ставилася до півночі Англії, приймаючи це без будь-яких консультацій з нами».[96][97]

### Липень 2021— дотепер
- 4 липня: Всесвітня організація охорони здоров'я виявила, що 6 із 10 вогнищ коронавірусу в Європі знаходяться в Шотландії.[98] Тейсайд очолював список із 1002 випадками на 100 тисяч населення за попередні два тижні. Прес-секретар Лейбористської організації охорони здоров'я Джекі Бейлі звинуватив шотландський уряд у безладді.[99] Колишній журналіст BBC Браян Тейлор прокоментував: «Я прагну побачити конкретну команду Дандоніан на вершині ліги, але не тоді, коли ця команда служби охорони здоров'я Тейсайду, і стенд фіксує швидке поширення цієї зловмисної хвороби».[100]
- 8 липня: у зв'язку зі збільшенням кількості випадків, уряд Шотландії звинуватили у тому, що він «зник безвісти», і як виявилося, що голова уряду Нікола Стерджен, заступник голови уряду Джон Свіні та міністр охорони здоров'я Хамза Юсаф знаходились у відпустці.[101] У шотландському уряді сказали, що Стерджен не мала перерви з початку пандемії та «залишається повністю відповідальною».[102] Юсаф на звинувачення сказав, що пообіцяв взяти свою падчерку до Світу Гаррі Поттера, написавши у Twitter: «Найважливіша моя робота — бути хорошим батьком, вітчимом і чоловіком для моєї дружини та дітей. За останні 7 місяців вони практично не мали від мене уваги».[103]
- 9 серпня: Шотландія переходить за рівень 0 епідемічної загрози, більшість законодавчих обмежень зникають або стають рекомендаційними, правила масок для обличчя та правила гігієни рук і вентиляції залишаються.
- 18 серпня: щорічний звіт про державні витрати та доходи Шотландії показав, що дефіцит бюджету Шотландії зріс більш ніж удвічі протягом пандемії. У той час як державні витрати зросли, податкові надходження в Шотландії впали до 62,8 мільярда фунтів стерлінгів, що призвело до рекордного дефіциту бюджету у 22,4 % ВВП у 2020—2021 роках, а Велика Британія загалом зафіксувала дефіцит у 14,2 %. Держава витрачає в середньому 18144 фунти стерлінгів на шотландця, що на 1828 фунтів стерлінгів вище, ніж середній показник у Великій Британії.[104] Міністр фінансів Кейт Форбс сказав, що ці цифри не є перешкодою для незалежності, і додав, що: «Було неминуче, враховуючи масштаб політичних заходів, що всі частини Британії вийдуть із пандемії з високим бюджетним дефіцитом». Заступник лідера Шотландської лейбористської партії Джекі Бейлі каже: «Додаткові 1828 фунтів стерлінгів, витрачені на людину в Шотландії порівняно з рештою Великої Британії, йдуть на підтримку шкіл, транспорту та Національної служби охорони здоров'я, на які ми всі покладаємося… Жоден політик, який заслуговує довіри, не може дивитися на ці цифри інакше, і вважає, що Шотландія буде чим завгодно, але не слабшою поза Союзом».[105]
- Вересень 2021: Науково-консультативна група з питань надзвичайних ситуацій повідомила, що ситуація з поширенням хвороби залишається невизначеною, хоча дедалі більше людей поверталися на роботу, школи поверталися до навчання, та вносилися інші зміни.[106]
- 5 жовтня: Нікола Стерджен вибачилася перед шотландським народом після того, як запуск шотландського додатку для паспортів вакцинації проти COVID-19 пішов не так, як планувалося. Додаток не працює у багатьох людей, і Стерджен сказала, що ця ситуація їй «глибоко прикра». Опозиційні політики називають запуск «хаотичним».[107]
- 9 жовтня: електронні листи, опубліковані відповідно до запиту щодо свободи інформації, показали, що уряд Шотландії вирішив не повідомляти шотландців про спалах COVID-19 на конференції компанії «Nike» на початку пандемії. Голова апарату Ніколи Стерджен Ліз Ллойд 5 березня 2020 року надіслала електронний лист із закликом до повного оприлюднення; однак наступного дня доктор Кетрін Калдервуд, тодішній головний лікар Шотландії, сказала, що це означало б порушення конфіденційності хворих. Депутат від Лейбористської партії Ян Мюррей сказав, що рішення не попереджати громадськість про спалах поставило життя під загрозу: «Якби уряд Шотландії вжив термінових заходів стримування після першого спалаху в Единбурзі, тисячі життів можна було б врятувати від COVID-19. Натомість Нікола Стерджен намагалася приховувати спалах, відмовляючись повідомити громадськості, що понад два десятки людей були інфіковані на конференції „Nike“ у столиці». Уряд Шотландії заявив: «Після конференції „Nike“ було вжито всіх належних заходів для забезпечення захисту здоров'я громадян, було відстежено понад 60 контактів у Шотландії та близько 50 інших — в Англії».[108][109]
- 14 грудня: Шотландія повідомила додаткові вказівки щодо соціального змішування, закликаючи жителів обмежити соціальне змішування не більше ніж 3 домогосподарствами, хоча уточнюючи, що це не застосовуватиметься на Різдво.[110]
- 18 грудня: Журналіст Майкл Блеклі запитує Стерджен на брифінгу для преси, чи розглядала вона скорочення періоду самоізоляції, щоб допомогти з нестачею персоналу, і чи можна було б надати більше грошей підприємствам, які постраждали від нових обмежень. Стерджен відповіла: «Так, це дійсно допомогло б — це поширило б інфекцію ще більше, і це не принесло б жодної користі для бізнесу. Я не знаю, чи ти прислухався до жодного слова з мого слова, Майкле. Я не думаю, що цього достатньо. Але ми знайшли 100 мільйонів фунтів стерлінгів із фіксованого бюджету, доводиться брати їх з інших місць… кожен пенні, який ми зараз беремо, я не знаю, звідки, на вашу думку, я маю їх взяти. Служба охорони здоров'я ? Бюджет освіти? Бюджет юстиції?» Депутат від консерваторів Ендрю Боуї сказав, що відповідь Стерджен Блеклі «зарозуміла, образлива та відверто зневажлива».[111]
- 18 грудня: «The Herald» повідомила, що парламент Шотландії, ймовірно, буде скликано до Нового року, щоб дозволити Стерджен у парламенті провести нові коронавірусні обмеження. Стерджен заперечує цю історію та пише у Twitter: «Я не знаю, на чому базується це припущення, і це не корисно посилювати занепокоєння, яке люди вже відчувають».[112]
- 21 грудня: повідомлено, що парламент Шотландії буде скликано 29 грудня, щоб дозволити Стерджен оновити коронавірусні обмеження.[113][114]
- 26—27 грудня: у зв'язку з поширенням варіанту Омікрон запроваджено різні нові обмеження, які полягають у обмеженні кількості людей, які можуть зустрічатися в певних місцях, і повторному запровадженні соціального дистанціювання у певних громадських місцях.[115]
- 30 грудня: Стерджен повідомила, що було виділено додаткові 107 мільйонів фунтів стерлінгів для підтримки бізнесу, який постраждав від коронавірусних обмежень.[116][117]
- 5 січня: Стерджен повідомила, що час, протягом якого шотландці повинні перебувати на самоізоляції, буде скорочено з 10 днів до 7, щоб полегшити нестачу персоналу. Стерджен каже, що врахувала «тягар самоізоляції для економіки».[118]
- 18 січня: Стерджен повідомила, що обмеження, запроваджені на Різдво у зв'язку з хвилею варіанту вірусу Омікрон, будуть скасовані 24 січня.[119]
- Січень 2022: Служба охорони здоров'я Шотландії за січень 2022 року повідомила, що кількість госпіталізацій, включаючи показники у відділенні інтенсивної терапії, зменшується.[120]
- 16 лютого: уряд Шотландії підтвердив, що всі діти віком від 5 до 11 років отримають щеплення від COVID-19. Рішення шотландського уряду було прийнято після того, як уряд Уельсу заявив 15 лютого, що буде дотримуватися неопублікованих рекомендацій Об'єднаного комітету з вакцинації та імунізації, і вакцинуватиме всіх дітей цього віку.[121]
- 22 лютого: Нікола Стерджен повідомила, що дія паспорта вакцинації в Шотландії закінчується 28 лютого, а всі правові обмеження будуть зняті 21 березня.[122]

## Урядовий план реагування
Головними координаційними органами, відповідальними за реагування Шотландії на епідемію COVID-19, є відділ дотримання стабільності уряду Шотландії та директорат реагування на COVID-19 управлінь охорони здоров'я та соціального забезпечення. 25 березня уряд Шотландії створив консультативну групу експертів, щоб допомогти розробити та вдосконалити свій план реагування на епідемію COVID-19. Доктор Кетрін Калдервуд була головним медичним спеціалістом до її відставки з посади 5 квітня. Нікола Стерджен прийняла її відставку 5 квітня і замінила Калдервуд на посаді її заступником Грегорі Смітом. Джин Фрімен працювала міністром охорони здоров'я, доки вона не пішла у відставку в травні 2021 року. Станом на 26 травня ключовими урядовцями Шотландії з питань боротьби з поширенням хвороби є:
- Голова уряду Шотландії: Нікола Стерджен
- Секретар кабінету міністрів з питань охорони здоров'я та соціального забезпечення: Хамза Юсаф
- Міністр охорони здоров'я, здоров'я жінок і спорту: Марі Тодд
- Головний медичний спеціаліст Шотландії: доктор Грегор Сміт
- Головний науковий співробітник: професор Девід Кроссман
- Голова ради медсестринської допомоги: професор Аманда Крофт
- Національний клінічний директор: професор Джейсон Літч
- Головний економіст: Гері Гіллеспі

### Заходи стримування
9 березня 2020 року було опубліковано рекомендації щодо гігієни на робочому місці, які включали регулярну ретельну дезінфекцію часто використовуваних точок контакту, таких як телефони, карткові автомати чи дверні ручки. Пізніше голова уряду Нікола Стерджен оголосила про заборону масових зібрань (500 осіб і більше) 12 березня, початок дії заборони припадав на 16 березня. Кілька шкіл було закрито через повідомлення про підозри на хворобу з проведенням ретельної дезінфекції. 18 березня повідомлено, що школи в Шотландії будуть закриті з 20 березня.
На відміну від решти Великої Британії, Шотландія дотримувалася стратегії Нуль-COVID після скасування першого загальнонаціонального карантину.

### Охорона здоров'я Шотландії
1 квітня 2020 року уряд Шотландії заснував нове агентство служби охорони здоров'я в результаті злиття колишньої служби охорони здоров'я, відділу інформаційних послуг (ISD) і відділів служби громадського здоров'я Шотландії. Відповідно до звіту «Press and Journal» від 6 травня 2020 року, нове агентство налічувало 1100 співробітників, і мало цьогорічний бюджет у 71 мільйон фунтів стерлінгів, і воно спільно підзвітне уряду Шотландії та Конвенту місцевих органів влади Шотландії.

### Кампанія «Scotland Cares»
У понеділок, 30 березня 2020 року, була запущена нова кампанія «Scotland Cares» для заохочення людей стати волонтерами під час пандемії COVID-19. У перший день зареєструвалося понад 21 тисяча осіб. Станом на 4 квітня кількість зареєстрованих волонтерів становила 50330 осіб. Секретар кабінету міністрів із питань соціального забезпечення та людей похилого віку Ширлі-Енн Сомервіль сказала: «Реакція на кампанію „Scotland Cares“ була надзвичайною, і я хочу подякувати кожній людині, яка зареєструвалася для волонтерства під час спалаху COVID-19. Ваша підтримка в цей критичний час є безцінною, і матиме величезне значення протягом наступних тижнів і місяців». Крім того, особи, які були здоровими та не знаходились у групі ризику, могли стати волонтерами через вебсайт Ready Scotland.

### Групи ризику
Уразливі верстви населення мали змогу з 3 квітня 2020 року зареєструватися на доставку харчових продуктів та ліків. Це стосувалось близько 120 тисяч осіб у Шотландії, яким було рекомендовано перебувати вдома (12 тижнів самоізоляції), осіб із пригніченою або ослабленою імунною системою, та тих, хто мав проблеми зі здоров'ям. Уряд Шотландії розіслав поштою інформацію про необхідність самоізоляції, якщо у члена домогосподарства з'явилися симптоми, і про заходи захисту під час пандемії.

## Тестування та відстеження контактів

### Потужність закладів для тестування
Потужності служби охорони здоров'я Шотландії щодо тестування на COVID-19 зросла з приблизно 750 на день на початку березня 2020 року до приблизно 1900 на день на початку квітня 2020 року.
До 15 березня тестування на COVID-19 було запроваджено у всіх регіонах Шотландії, але не проводилось тестування осіб з незначними симптомами. Національна служба охорони здоров'я Шотландії планувала досягти потужності тестування близько 3500 на день до кінця квітня.
У середині квітня Університет Глазго запустив великий центр тестування на COVID-19, у якому цілодобово працювали понад 500 волонтерів, включаючи молекулярних вчених, техніків і біоінформатиків.
Абердинський університет надав службі охорони здоров'я Грампіанської області 3 машини для прискорення тестування на COVID-19.
Станом на 2 квітня 2020 року в Шотландії було проведено близько 3500 тестів працівникам служби охорони здоров'я та членам їх сімей. Того тижня також повідомлялося, що близько 6 % співробітників національної служби охорони здоров'я Шотландії зараз не працюють через те, що у них є симптоми COVID-19, або вони проживають з кимось, хто має симптоми хвороби. 5 квітня на автостоянці аеропорту Глазго було відкрито пункт тестування на COVID-19 для персоналу служби охорони здоров'я.
Головний лікар Шотландії Кетрін Калдервуд описала масове тестування як відволікання, яке не сповільнить поширення вірусу. Вона сказала: «Я вже кілька тижнів говорила і консультувала першого міністра та секретаря Кабінету міністрів щодо того, що, на мою думку, може відволікти увагу на тестування. Тестування надзвичайно корисне, але воно буде позитивним лише через короткий час вікно, можливо, від 48 до 72 годин, поки у когось є симптоми, оскільки в цій людині має бути певна кількість вірусу, щоб його можна було виявити. Але думка, що тестування певним чином або частково уповільнює поширення хвороби. Я боюся, що наша стратегія запобігання передачі є помилковою. Тестування дає нам більше інформації, але соціальне дистанціювання та всі ці суворі заходи — це те, що нам насправді потрібно, щоб запобігти поширенню та запобігти серйозним захворюванням і смерті».
Економіст із охорони здоров'я та віце-канцлер відділу досліджень Каледонського університету Глазго Кем Дональдсон написав про свій скептицизм щодо стратегії «масового тестування».
Провідний шотландський вірусолог Дерек Гатерер попередив, що плани щодо тестування, відстеження та ізоляції всіх інфікованих COVID-19 після карантину не сповільнять його поширення. Експертами, які виступали за підхід до масового чи широкомасштабного тестування, включали колишнього головного медичного спеціаліста Шотландії Гаррі Бернса та президента Інституту біомедичної науки Аллана Вілсона.
Провідний бактеріолог професор Г'ю Пеннінгтон сказав, що кількість тестувань можна було легко збільшити вдесятеро, і розкритикував колишнього головного лікаря Кетрін Калдервуд за те, що вона відкинула тестування як «відволікаючий фактор», який не допоможе стримати вірус. Пеннінгтон вважає, що нездатність збільшити тестування до належного рівня стане величезним збентеженням для урядів Великобританії та Шотландії. Він сказав: «Ви тестуєте, щоб ви могли відстежити, а потім вжити відповідних заходів, це основа епідеміології», додавши, що він не здивується, якби відсутність тестування коштувала життя, особливо в будинках для людей похилого віку. Він також сказав: «Ми знаємо, що [будинки для людей похилого віку] є осередками інфекції, уразливими до щорічних спалахів грипу, і що ви повинні піклуватися про них, зупиняючи проникнення вірусу. Значна частина з цього повертається до тестування, відстеження та ізоляції».
Колишній міністр охорони здоров'я Шотландії Алекс Ніл погодився з необхідністю збільшення кількості тестувань: «Країни, які зробили це з першого дня, мають найнижчий рівень смертності та зараження, а масове тестування дозволяє виявити другу хвилю інфекції, якщо вона з'явиться».
Професор імунології Деніс Кінан сказав, що Шотландії потрібно буде проводити щонайменше 15 тисяч тестів на день, щоб виявити всіх хворих.
Дослідження, проведене науковим онлайн-виданням «Our World In Data» щодо кількості тестів на COVID-19 у країнах ЄС, поставило Шотландію на 19 місце з 25 країн, які публікують такі дані.
Станом на 11 травня 2020 року загалом 74063 особи в Шотландії пройшли тестування на COVID-19 у лабораторіях служби охорони здоров'я. З них 13627 тестів були підтверджено позитивними, 60436 тестів були підтверджено негативними, а 1862 хворих з позитивним результатом тесту померли. Загалом лабораторії служби охорони здоров'я Шотландії провели 101122 тести на COVID-19 у лікарнях, будинках для людей похилого віку чи в населених пунктах. Крім того, регіональні центри тестування в Шотландії провели загалом 27647 тестів на автомобілях та в мобільних пристроях.
У листопаді повідомлено про відкриття ще 2 «мегалабораторій» на початку 2021 року, одна з яких мала бути розташована на «непідтвердженому місці в Шотландії». У шотландській «мегалабораторії» були затримки, і в січні її будівництво було призупинено. Повідомлялося, що уряд Великої Британії оцінює «довгостроковий попит» на лабораторію. Тим часом протягом грудня 2020 року було відкрито нові регіональні лабораторії COVID-19 у Глазго та Абердині, але ще одна запланована в Единбурзі ще не відкрилася.

### Стратегія відстеження контактів
Журналіст Кіаран Дженкінс з телеканалу «Channel 4 News» порівняв різні підходи до стратегії відстеження контактів між Ірландією та органами охорони здоров'я Великобританії, включаючи Шотландію.
Експерт із охорони здоров'я професор Еллісон Поллок стверджував, що спеціальний підхід «тест-слід-ізоляція» може добре працювати в громадах шотландських островів.

## Інфраструктура системи охорони здоров'я

### Мережа первинної медичної допомоги
Міністр охорони здоров'я Джин Фрімен заявила під час виступу в парламенті Шотландії, що мережа місцевих центрів виявлення COVID-19 буде створена по всій Шотландії з 50 запланованими в першій хвилі. Також мала бути створена мережа центрів гуманітарної допомоги, які співпрацюватимуть із лікарями загальної практики та іншими місцевими партнерами для організації доставки ліків, послуг з догляду та доставки продуктів.

### Місткість лікарень
У Шотландії в 2020 році було приблизно 3 тисячі лікарняних ліжок, які, як очікувалося, будуть доступні для хворих з COVID-19 у лікарнях по всій Шотландії. Потужність відділень інтенсивної терапії в Шотландії подвоїлася до 360 ліжок з початку надзвичайної ситуації, 250 з яких будуть призначені суто для хворих з COVID-19, і очікувалося, що це число збільшиться до понад 500 у перший тиждень квітня, оскільки проходила підготовка до остаточного завершення збільшення кількості ліжок у відділеннях інтенсивної терапії вчетверо до понад 700 ліжок. Лікарня «Louisa Jordan» для невідкладної допомоги хворим на COVID-19 у Шотландському виставковому центрі спочатку була розрахована на перебування до 300 хворих, а в майбутньому її можна було розширити до понад 1000 хворих.
До літа 2020 року шотландські лікарні планували мати близько 1000 апаратів штучної вентиляції легень для хворих з COVID-19. До 1 квітня 2020 року клінічний і технічний персонал служби охорони здоров'я переобладнав понад 200 анестезіологічних апаратів у апарати штучної вентиляції легень, щоб збільшити доступність ліжок інтенсивної терапії до понад 500, потроївши звичайну місткість.
До 24 березня понад 3 тисячі шотландських медсестер, лікарів та інших медичних працівників на пенсії зголосилися повернутися до роботи в рамках кампанії допомоги службі охорони здоров'я в боротьбі зі спалахом хвороби. Окрім повернення на роботу пенсіонерів, усі студенти останніх курсів навчання на медсестер та акушерок також отримали оплачувану роботу в палатах протягом останніх 6 місяців їх програми навчання.
30 березня голова уряду Нікола Стерджен оголосила про призупинення кількох обстежень, не пов'язаних із COVID-19 (наприклад, перевірка очей на діабет), щоб допомогти звільнити персонал служби охорони здоров'я та зменшити ризик зараження хворих коронавірусом. Усі планові та нетермінові операції вже були скасовані по всій Шотландії, щоб звільнити лікарняні ліжка.
27 квітня 121 молодший лікар розпочав працювати раніше, щоб підтримати службу охорони здоров'я у Глазго та найбільшу раду охорони здоров'я в Шотландії у боротьбі з COVID-19. Було створено нову посаду, щоб дозволити їм розпочати навчання раніше, а не в серпні, і їх послали на роботу в Королівську лікарню Глазго; Університетську лікарня королеви Єлизавети; Лікарню королеви Александри в Пейслі; і Королівську лікарня Інверклайд в Гріноку.
Станом на 11 травня 2020 року з 5 березня 2020 року з лікарень Шотландії було виписано 3114 хворих, у яких був позитивний тест на COVID-19. 632 особи перебували на стаціонарному лікуванні в шотландських лікарнях. Це на 980 менше, ніж базовий період (щотижневий рівень до 4 березня). Загалом 6227 співробітників (або близько 3,8 %) співробітників Національної служби охорони здоров'я Шотландії повідомили про відсутність через ряд причин, пов'язаних з COVID-19.

### Внутрішньолікарняна інфекція
За словами президента Королівського коледжу хірургів Единбурга Майкла Гріффіна, COVID-19 може поширюватися в лікарнях вдвічі швидше, ніж серед населення. Він сказав, що необхідно зробити лікарняне середовище максимально безпечним. У загальній популяції рівень розмноження COVID-19 менше одиниці, але в лікарнях він оцінюється приблизно в 2.

### Відділи невідкладної допомоги
Кількість осіб, які лікувалися у відділеннях невідкладної допомоги та екстреної допомоги в Шотландії, впала на понад 55 % порівняно з 2019 роком. Статистика служби охорони здоров'я Шотландії показує, що 11881 особа лікувалась у лікарнях невідкладної допомоги протягом другого тижня квітня 2020 року, що менше за 26674 хворих у 2019 році та 25067 у 2018 році.

### Рівень забезпечення кадрами служби охорони здоров'я
Згідно з даними шотландського уряду, станом на 2 квітня понад 14 % співробітників служби охорони здоров'я не працювали, і близько 41 % цієї відсутності на роботі (що дорівнює 9719 особам) були пов'язані з COVID-19. Загальна кількість працівників охорони здоров'я в Шотландії становила близько 166 тисяч осіб.
Станом на 11 травня 2020 року загалом 6227 співробітників (або близько 3,8 % працівників) національної служби охорони здоров'я Шотландії повідомили про відсутність на роботі через низку причин, пов'язаних із COVID-19.

## Засоби індивідуального захисту
2 квітня 2020 року офіційні особи опублікували нові вказівки щодо відповідних засобів індивідуального захисту для працівників стаціонарних лікувальних закладів, закладів загальної практики, швидкої допомоги, та для соціальних працівників, які працюють з хворими на COVID-19.
26 квітня 2020 року у відповідь на публікацію в «Sunday Times», у якій стверджувалося, що шотландський уряд не прийняв пропозиції від 6 шотландських фірм, які пропонували постачати засоби індивідуального захисту, речниця шотландського уряду заявила, що уряд отримав 1600 пропозицій допомоги від шотландських компаній і окремих осіб для постачаня або виготовлення ЗІЗ, і що спеціальну команду та поштову скриньку було створено для зосередження на пропозиціях від місцевих та закордонних постачальників. Прес-секретар додала: «Ми розуміємо, що потенційні постачальники бажають приймати швидкі рішення, але наш пріоритет полягає в тому, щоб швидко визначити ті пропозиції, які можуть поставити найбільші обсяги за правильними специфікаціями якості, та в терміни, необхідні для задоволення вимог прямих послуг».
Міністр охорони здоров'я Джин Фрімен повідомила, що засоби індивідуального захисту будуть доступні для надавачів соціальних послуг через національну мережу центрів з 27 квітня 2020 року.
Також у квітні 2020 року інформатори з національної служби охорони здоров'я виявили, що персонал змушений повторно використовувати брудні засоби індивідуального захисту під час роботи. Одна медсестра сказала STV: «[Коли ми чуємо, що уряд каже, що поставки в порядку], це не засмучує, це пригнічує. Це просто пригнічує. Ми відчуваємо, що нам брешуть». Стерджен сказала в парламенті Шотландії в липні: «Жодного моменту цієї кризи в Шотландії не вичерпувалися засоби індивідуального захисту. Ми наполегливо працювали, щоб переконатися, що поставки є, ми наполегливо працювали, долаючи проблеми, які у нас виникали. стикаються по дорозі».
Професор судинної медицини Університету Данді Джил Белч очолила шестизначний збір коштів «Masks for Scotland» для придбання засобів індивідуального захисту для працівників, що безпосередньо борються з пандемією.

## Клінічні дослідження
Організації в Шотландії, які беруть участь у клінічних дослідженнях, пов'язаних з COVID-19, включають програму швидкого дослідження COVID-19 Головного наукового офісу (програма RARC-19), «Health Science Scotland» при «NHS Research Scotland», Університет Глазго, Університет Данді та Единбурзький університет.
Головний медичний спеціаліст доктор Грегор Сміт повідомив, що майже 800 хворих наразі взяли участь принаймні в 10 клінічних дослідженнях для розробки методів лікування COVID-19, ще 4 були проведені в лікарнях, відділеннях інтенсивної терапії та закладах первинної медичної допомоги. Одне дослідження розглядає, чи можна використовувати існуючі ліки від ВІЛ, включаючи лопінавір і ритонавір, і результати якого очікувалися за 3 місяці. Інше дослідження під керівництвом доктора Кеннета Бейлі з Единбурзького університету вивчало генетику хворих, схильних до важкої форми хвороби, порівнюючи ДНК хворих із ДНК здорових людей, які не мають симптомів хвороби, або мають слабкі симптоми.
Університет Данді проводив дослідження бренсокатибу (раніше відомого як INS1007) препарату для лікування пульмоніту (гострого респіраторного дистрес-синдрому) для усунення найважчих симптомів COVID-19 і запобігання необхідності кисневої підтримки. У близько 20 % хворих з COVID-19 розвивається пульмоніт, внаслідок чого їм буде необхідна оксигенотерапія. Запальна відповідь на коронавірус сприинює пошкодження легень, що може призвести до дихальної недостатності та у важких випадках до смерті. Є сподівання, що лікування також призведе до того, що хворі будуть проводити менше днів на кисневих апаратах та коротші періоди часу в лікарні, зменшуючи навантаження на систему охорони здоров'я. Фінансування та постачання ліків для дослідження «STOP-COVID19» (Superiority Trial of Protease Inhibition in COVID-19) забезпечувала біофармацевтична компанія «Insmed Incorporated». Дослідження мали розпочатися у травні 2020 року. Дослідники планували залучити до нього 300 добровольців із 10 лікарень. Проєкт очолював професор респіраторних досліджень в Університеті Данді та консультант з пульмонології в одному з дослідницьких центрів, лікарні Найнуеллс, Джеймс Чалмерс. Проводив дослідження директор з досліджень і розробок служби охорони здоров'я Тейсайду професор Джейкоб Джордж.

## Вплив пандемії

### Вплив на стан здоров'я

#### Будинки пристарілих
Газета «The Guardian» повідомила, що на початку поширення хвороби додаткові запаси засобів індивідуального захисту були доставлені безпосередньо до понад 1000 будинків для людей похилого віку в Шотландії.
До пандемії заклади догляду за особами похилого віку зазвичай закуповували засоби індивідуального захисту самотужки, але з початком сильного тиску на ланцюжки постачання зросло занепокоєння, що виробники засобів індивідуального захисту не будуть мати можливостей для доставки їх до Шотландії в належних кількостях.
17-18 квітня уряд Шотландії повідомив, що національна служба охорони здоров'я Шотландії надасть пріоритет доставці запасів засобів індивідуального захисту безпосередньо в будинки для людей похилого віку, де зареєстровано випадки коронавірусної хвороби, хоча їх запаси все одно будуть надаватися місцевим центрам, які забезпечують засобами індивідуального захисту працівників інших соціальних служб.
На ранніх стадіях пандемії 1300 хворих літнього віку були переведені з лікарень в будинки пристарілих, не отримавши негативного результату тесту на COVID-19. Багато з них були інфіковані вірусом, і в кінцевому підсумку передали його іншим мешканцям будинків догляду. Понад 3 тисячі мешканців будинків престарілих померли від COVID-19, і секретар однієї з профспілок Шотландії Гарі Сміт сказав, що ця політика перетворила будинки пристарілих на морги. На запитання BBC, чи була така політика помилкою, голова шотландського уряду відповіла: «Озираючись на це зараз, з тими знаннями, які ми маємо зараз, і оглядаючи заднім числом, так».
Два найсерйозніших підозрюваних спалахи в будинках для людей похилого віку сталися в будинку для людей похилого віку «Елдерслі» в Пейслі в області Ренфрюшир, і в будинку догляду «Берелендс» у Прествіку в області Ершир.
Тринадцять мешканців притулку «Burlington Care Home» у Глазго померли протягом одного тижня після ймовірного спалаху COVID-19. Інспекція з питань опіки була повідомлена про смерть, і підтримувала зв'язок зі службою опіки, а також з місцевими органами охорони здоров'я та соціального захисту.
Станом на 10 травня 2020 року у 474 (44 % усіх) будинків для догладу за дорослими були підозри на COVID-19, тобто будинки пристарілих, де принаймні один мешканець мав симптоми хвороби протягом останніх 14 днів. 609 (або 56 % усіх) будинків для догляду за дорослими у Шотландії повідомили про принаймні один випадок підозри на COVID-19 до інспекції догляду. У 434 із цих будинків для людей похилого віку повідомили про більше ніж один випадок підозри на COVID-19. Загалом у будинках для людей похилого віку зареєстровано 4503 випадки підозри на COVID-19. Це на 58 підозр більше, ніж за попередню добу. Згідно з повідомленнями, отриманими від 822 (76 %) будинків для догляду за дорослих станом на 5 травня, 3672 співробітники були відсутні на роботі в будинках для догляду через COVID-19. Це становить 8,5 % усіх працівників будинків для дорослими (43403), за яких було надано дані.

#### Вплив на службу охорони здоров'я
Оцінка безпосереднього впливу пандемії COVID-19 на послуги з лікування захворювань нервової системи і смертність у Шотландії показала, що раннього підвищення смертності не було, але необхідно бути пильним, оскільки було показано, що пандемія вплинула на ключові служби охорони здоров'я.

#### Медико-правовий вплив COVID-19 на медичних працівників
Пандемія COVID-19 привернула увагу до існуючих проблем у законодавстві Великої Британії, які стосуються медичних працівників і хворих, спонукаючи до проведення необхідних заходів відразу. Під час пандемії COVID-19 багато лікарів та інших медичних працівників працювали в незнайомому середовищі та займалися новими клінічними напрямками для себе, збалансовуючи безпрецедентне навантаження та вирішуючи загальний брак знань про сам вірус. Це призвело до занепокоєння щодо збільшення кількості скарг на лікування, що надається за таких обставин, і суперечливих аргументів щодо того, як їх слід розглядати в рамках кримінальної, цивільної та нормативної системи.

### Освіта
Станом на 19 березня 2020 року Університет Роберта Гордона, Единбурзький університет Нейпіра, Університет Данді, Університет Глазго, Університет Західної Шотландії, Каледонський університет Глазго, Абердинський університет, Единбурзький університет, Університет Геріот-Ватт, Університет Стірлінга та Університет Стратклайду скасували або призупинили очні заняття. Шотландські політичні партії (зелені, консерватори, національналісти) також скасували свої весняні конференції.

### Події
На початку березня 2020 року, коли 12 березня в Шотландії відбулася остання гра «Рейнджерс» проти леверкузенського «Баєр 04», футбольні матчі в Шотландській професійній футбольній лізі були скасовані на невизначений термін, так само, як і гра турніру шести націй між регбійними збірними Уельсу і Шотландії. «BBC Radio 1's Big Weekend», які мали відбутися в Данді в травні 2020 року, були скасовані унаслідок спалаху хвороби.
7 травня 2020 року кельтський фестиваль «The Royal National Mòd Inverness», запланований на жовтень, було перенесено на 2021 рік. Наступні три фестивалі також були перенесені на наступний рік.

### Поліція, судові органи і в'язниці
Шотландська поліцейська федерація заявила, що нові засоби індивідуального захисту для співробітників не забезпечуватимуть жодного «суттєвого захисту» після того, як поліція Шотландії оголосила, що співробітники отримають захисні маски для обличчя, коли неможливо дотримуватися заходів соціального дистанціювання. Але Шотландська поліцейська федерація заявила, що нова група поліцейських експертів з реагування на пандемію відмовилася схвалити маски іншого типу.
З 27 березня по 24 квітня 2020 року в Шотландії поліцейські здійснили 78 арештів і виписали 1637 штрафних санкцій за порушення карантину. На той момент у двох були позитивні тести на COVID-19.
Про першу зареєстровану смерть офіцера шотландської в'язниці, пов'язану з COVID-19, було оголошено 22 квітня. Речник шотландської поліції Том Фокс підтвердив, що всі офіцери в'язниці забезпечені засобами індивідуального захисту. Не віриться, що офіцер підхопив вірус під час роботи.
Станом на 23 квітня 2020 року на самоізоляції перебували 94 особи, які перебували в місцях позбавлення волі у 9 закладах, 12 осіб мали позитивний результат, а відсутність персоналу склали 19,7 % від кількості працюючих.
Служба шотландських судів і трибуналів об'єднала свою роботу в 10 центральних шерифських судів, де більша частина роботи виконувалося віддалено.
Очікувалося, що від 300 до 450 ув'язнених у Шотландії будуть поетапно звільнені, починаючи з кінця квітня 2020 року, і близько 1600 судових процесів можуть бути відкладені, якщо карантинні обмеження триватимуть до літа.
Заступник головного констебля Вілл Керр повідомив, що кількість осіб, які перебували під вартою в поліції, значно зменшилася під час пандемії, і сказав, що зміни під час карантину, такі як віртуальні суди та цифрові докази, допомогли мінімізувати контакти та час, проведений під вартою, і могли б зберегтися після закінчення пандемії.

### Економіка

#### ВВП
Головний економіст шотландського уряду Гері Гіллеспі повідомив, що ВВП Шотландії може впасти на 33 % через карантинну кризу.

#### Соціальне забезпечення
У березні та на початку квітня 2020 року в Шотландії було подано близько 110 тисяч заявок на кредит «Universal Credit», порівняно з 20 тисячами в середньому на місяць у 2019 році. Благодійна організація «Citizens Advice Scotland» надавала допомогу тим, хто відчувавав труднощі з орієнтуванням у складній системі соціального забезпечення.

#### Транспорт
Асоціація власників таксі Глазго, почувши повідомлення про те, що водії хворіють, закликала таксистів бути обережними під час пандемії COVID-19. Головна медсестра Шотландії Фіона Макквін сказала, що життєво необхідною є хороша гігієна рук, а також фізичне дистанціювання та наявність покриття для обличчя під час перебування в закритих приміщеннях, зокрема магазини та громадський транспорт.

#### Роздрібна торгівля
Роздрібні продажі в Шотландії за березень 2020 року впали на 13 % порівняно з березнем 2019 року. Шотландський роздрібний консорціум «Scottish Retail Monitor» до локдауну зафіксував зростання на 9 % за перші 3 тижні березня, але за цим відбулося зниження на 44 % за останні 2 тижні цього періоду. Загальний обсяг продажів продовольчих товарів зріс на 12,1 % порівняно з попереднім роком, а загальний обсяг продажів непродовольчих товарів знизився на 33,6 %. З поправкою на очікуваний ефект онлайн-продажів загальний обсяг продажів непродовольчих товарів зменшився на 27,9 %.

#### Будівельна промисловість
Королівський інститут дипломованих геодезистів заявив, що його основні статистичні дані щодо робочого навантаження в Шотландії вперше за 4 роки впали на 4 % за перші 3 місяці 2020 року. Щоквартальне опитування членів показало, що навантаження різко впали, коли були введені карантинні заходи.
У Шотландії з 6 квітня 2020 року наказано призупинити роботи на всіх не життєво важливих будівельних проєктах. До 17 квітня 79 % усіх планів будівництва було призупинено (згідно з опитуванням «Glenigan» щодо проєктів із вартістю будівництва понад 250 тисяч фунтів стерлінгів).